# Emilie Kristoffersen
Emilie Kristoffersen (* 13. Juli 1991 in Alta) ist eine ehemalige norwegische Skilangläuferin.

## Werdegang
Kristoffersen nahm von 2012 bis 2018 am Scandinavian Cup teil und erreichte dabei ihre erste Top-10-Platzierung im Februar 2012 in Madone mit Platz 10 im 15-km-Freistil-Massenstartrennen. Im Dezember 2012 wurde sie über 10 km Freistil Vierte in Sjusjøen und erreichte im Januar 2013 in Östersund über dieselbe Distanz ihre erste Podestplatzierung. Bei den U23-Weltmeisterschaften 2013 in Liberec wurde Kristoffersen Siebte im Skiathlon und belegte Platz elf über 10 km Freistil sowie Rang 26 im Sprint. Im Februar 2013 erreichte sie mit Platz zwei im 15-km-Freistil-Massenstartrennen in Inari ihre beste Platzierung im Scandinavian Cup. Im März 2013 gab Kristoffersen am Holmenkollen in Oslo über 30 km Freistil im Massenstart ihr Debüt im Skilanglauf-Weltcup, beendete das Rennen jedoch nicht. Bei ihrem zweiten Weltcupeinsatz im Dezember 2013 in Lillehammer kam sie über 10 km klassisch auf Rang 48 ins Ziel und belegte mit der vierten norwegischen Staffel Platz 14. 2014 startete Kristoffersen erneut bei den U23-Weltmeisterschaften und erreichte Platz 24 im Sprint, Rang zwölf über 10 km klassisch sowie Platz zehn im Skiathlon. Ihre beste Platzierung in der Gesamtwertung des Scandinavian Cups erreichte sie in der Saison 2012/13 mit Rang sechs. In den Jahren 2016 und 2017 siegte sie beim Saami ski race über 90 km Freistil. Zudem holte sie in der Saison 2016/17 in Pyeongchang mit dem 21. Platz im Sprint und den 15. Rang im Skiathlon ihre einzigen Weltcuppunkte.